# Giacomo Badoer

Stemma Badoer

Giacomo Badoer (Venezia, 19 febbraio 1403 – Venezia, prima del 10 dicembre 1445) è stato un politico e mercante italiano della Repubblica di Venezia.

## Biografia
È l'autore di uno dei primi documenti autografi che utilizzano la partita doppia: Il Libro dei conti (Costantinopoli 1436-1440).